# Seyit Çabuk

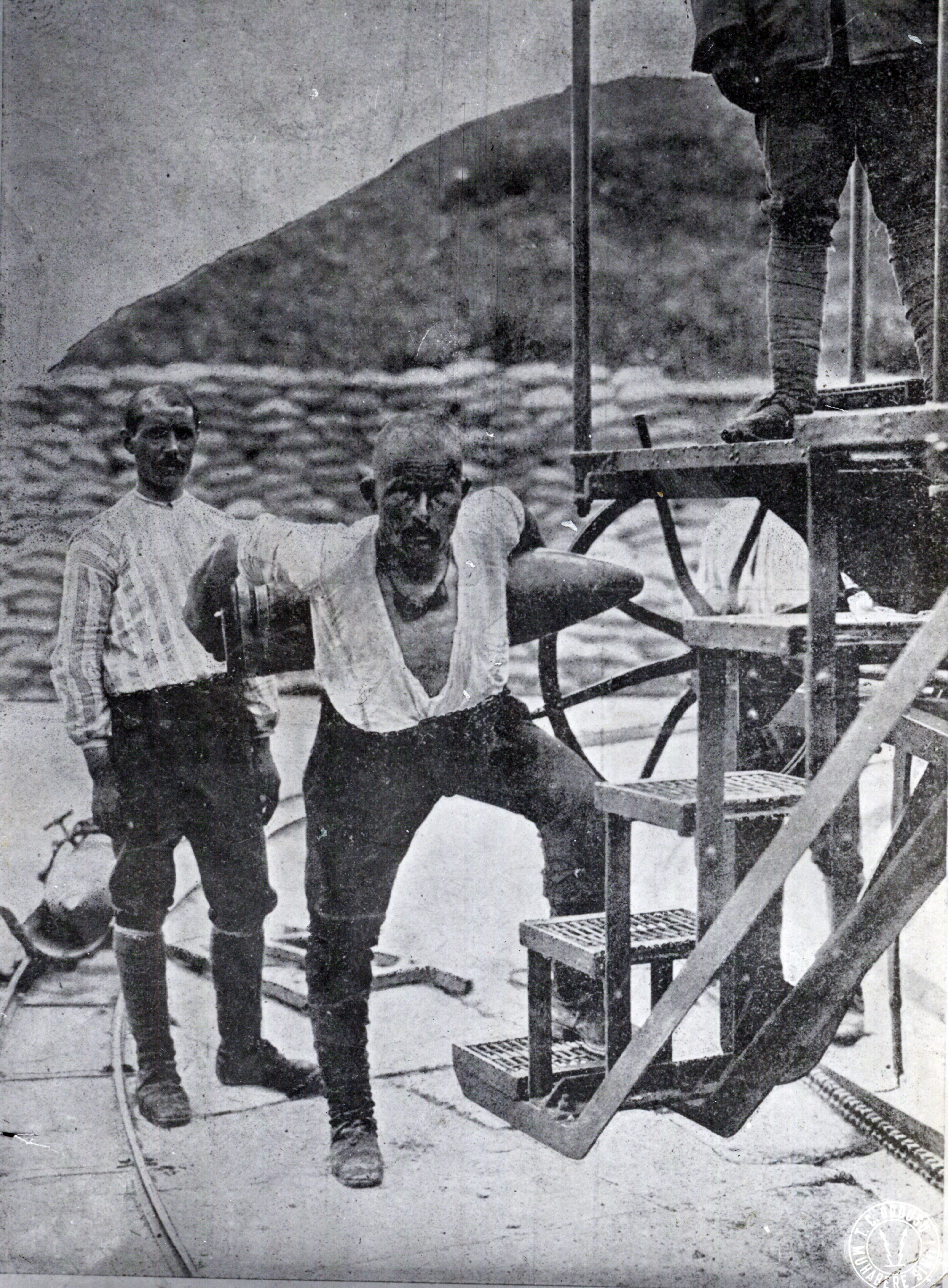
El cabo Seyit en su hazaña

Seyit Ali Çabuk (1889-1939), más comúnmente conocido como cabo Seyit (Seyit Onbaşı en turco), fue un artillero del ejército otomano. Es famoso por haber cargado tres obuses de artillería durante las operaciones navales aliadas en los Dardanelos el 18 de marzo de 1915.
Nació en la villa de Havran, en la Provincia de Balıkesir. Se alistó en el ejército en abril de 1909. Luego de haber servido en la guerra de los Balcanes, fue trasladado a los fuertes para defender la entrada mediterránea a los Dardanelos. Al cabo de los bombardeos aliados sobre los fuertes el 18 de marzo, el cañón del que estaba a cargo se mantuvo apto para funcionamiento pero los proyectiles habían sido gravemente dañados. El cabo Seyit cargó por sí solo tres obuses que pesaban 275 kg (606 lb) cada uno hasta el cañón de 240/35 mm para continuar con el fuego contra la flota naval enemiga.
Se dice que uno de los proyectiles impactó uno de los acorazados Pre-dreadnought HMS Ocean británicos y uno de los bouvet franceses, aunque los barcos fueron luego hundidos por minas colocadas por el buque torpedero turco Nusret.
Después de repeler el asalto, Seyit fue ascendido a cabo y dado a conocer como un héroe e icono turco.
Se retiró del ejército en 1918 para trabajar como guardabosques y luego como minero. Se cambió el apellido a Çabuk ("rápido". en turco) en 1934 bajo la ley de cambio de apellido. 
Murió de una infección pulmonar en 1939. En 1992 se erigió una estatua en su honor al sur del castillo de Kilitbahir en la península de Galípoli.